# Zemplén Kalandpark

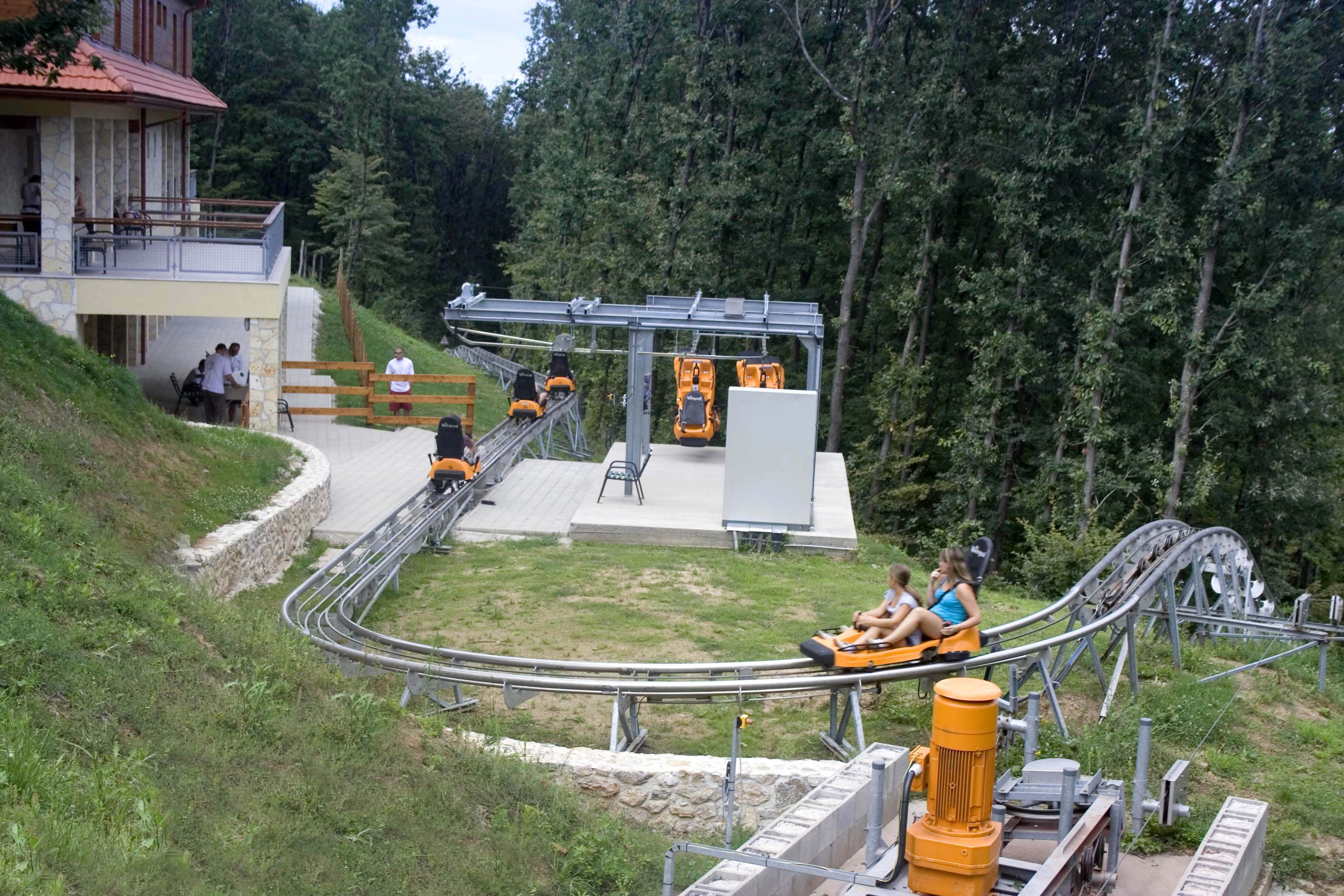
Bobpálya

A Zemplén Kalandpark egy 2009 óta működő magyarországi komplex szabadidős és sportlétesítmény, melynek élményelemeit a Sátoraljaújhelyet övező hegyeken alakították ki.

## Jellemzői
Működési területe a Magas-hegy, a Szár-hegy és a Várhegy, sőt egy tanösvény révén azok területén is túlterjed. Itt található Magyarország leghosszabb ülőszékes libegője (függő kötélpályája), valamint az ország és a térség leghosszabb téli-nyári bobpályája.
A Sátoraljaújhely Város Önkormányzata által fenntartott létesítményt a Magas-hegyi Turisztikai és Sportközpont nevű költségvetési szerv (3980 Sátoraljaújhely, Torzsás utca 25.) működteti. Létesítményei a 37-es főút 79+600-as kilométerszelvényénél lévő körforgalomból nyugat felé letérve, a 3718-as úton érhetők el.
Megnyitójára 2009. július 20-án került sor.

## Élményelemek

### Magas-hegy

#### Alsó állomás
- Libegő (átépítés előtt)[4][9]
- Téli-nyári bob[5]
- Jégcsarnok[10](görkorcsolya/műjégpálya)
- Mászófal központ[11]
- Turistaszálló[12]
- Magas-hegyi tanösvény

#### Középső állomás
- Kalandtúra pályák[13]
- Sípályák (sífelvonók)[14]
- Hófánk (Tubby) pályák[15]
- Játszótér[16]
- Magas-hegyi tanösvény[3][17]
- Egyebek (pl. Homonnay Nándor Símúzeum)[18]

#### Hegytető
- Kilátó[19]
- Átcsúszópálya ("Sólyom")[20]
- Kabinos kötélpálya ("Dongó")[21]

### Szár-hegy
- Kabinos kötélpálya alsó állomás
- Átcsúszópálya végpont
- Magyar Kálvária történelmi emlékhely
- Centenáriumi Turul-emlékmű, Trianon-centenáriumi emlékhely (építése zajlik)
- 100. Országzászló emlékhely
- Szent István-kápolna
- Pihenőpark, kilátópont
- Nemzeti összetartozás hídja 1. végpontja (átadva) [22]
- Szár-hegyi libegő[23]

### Várhegy
- Sátoraljaújhelyi vár feltárása
- Nemzeti összetartozás hídja 2. végpontja (építés alatt)
- Sátoraljaújhelyi vár látogatóközpont